# Peter Siewert
Peter Siewert (* 27. April 1940 in Friedrichshafen am Bodensee) ist ein Althistoriker und Epigraphiker und derzeit emeritierter Ordentlicher Universitätsprofessor für Griechische Geschichte, Altertumskunde und Epigraphik an der Universität Wien.

## Leben
Nach dem Abitur 1959 studierte Siewert in München, Thessaloniki/Griechenland, Tübingen und Köln Alte und Mittelalterliche Geschichte, Klassische Philologie und als Nebenfach Archäologie. Das wissenschaftliche Staatsexamen für das Lehramt an Gymnasien in Latein, Griechisch und Geschichte legte er im Juli 1970 ab, im gleichen Monat promovierte er magna cum laude mit der Dissertation „Der Eid von Plataiai“ bei Siegfried Lauffer. Vom 1. Juli bis 30. September 1970 war er bei der Kommission für Alte Geschichte und Epigraphik des Deutschen Archäologischen Instituts als wissenschaftliche Hilfskraft, anschließend als wissenschaftlicher Angestellter tätig.
Auf das Angebot von Peter Robert Franke hin trat er am 1. November 1971 als wissenschaftlicher Angestellter die Nachfolge der früheren Assistentenstelle in der Fachrichtung Alte Geschichte der Universität in Saarbrücken an, wo die Veranstaltungen von Proseminaren für Alte Geschichte und die Betreuung der Fachbibliothek zu seinen Hauptaufgaben zählten. Am 29. Mai 1973 wurde er zum Assistenzprofessor ernannt und hatte damit die Alte Geschichte in Forschung und Lehre selbständig zu vertreten. In den folgenden Jahren war seine Hauptaufgabe die Erfassung möglichst aller antiken Zeugnisse, Inschriften und Autoren zum Thema „Kerameikos“, dem nordwestlichen Stadt- und Vorstadtgebiets Athens. Die Materialerfassung wurde im akademischen Jahr 1974/75 zehn Monate lang durch die Trustees for Harvard University gefördert, da er als Junior Fellow des Center for Hellenic Studies von anderen Aufgaben freigestellt wurde. Auf diesem Material basierte auch seine Habilitationsschrift „Die Trittyen Attikas und die Heeresreform des Kleisthenes“, die an der Universität des Saarlandes eingereicht wurde und wie die Dissertation in der Reihe "Vestigia" erschien. Am 9. Jänner 1980 erhielt er die Venia legendi für Alte Geschichte.
1979 wurde er auf Empfehlung der Faculty in the School of Historical Studies zum "Member des Institute for Advanced Study" in Princeton/USA ernannt, was einen einjährigen dortigen  Forschungsaufenthalt an dieser Universität ermöglichte. Von 1980 bis 1983 empfing er ein Heisenberg-Stipendium der Deutschen Forschungsgemeinschaft. Im Dezember 1982 wurde er als Nachfolger von Ernst Kirsten als Ordentlicher Universitätsprofessor für Griechische Geschichte an die Universität Wien berufen, die Stelle trat er zum Sommersemester 1983 an. Mitte der achtziger Jahre war er für eine Funktionsperiode Vorstand des Instituts für Alte Geschichte, Altertumskunde und Epigraphik. Siewert war Mitglied der (ehemaligen) Kommissionen für Antike Rechtsgeschichte und für Kleinasiatische Epigraphik der Österreichischen Akademie der Wissenschaften und ist wirkliches Mitglied des Österreichischen Archäologischen Instituts.

## Lehr- und Unterrichtstätigkeit
Siewert hielt Proseminare an der Universität Saarbrücken ab; seit dem Sommersemester 1983 unterrichtet er an der Universität Wien. Zu seinen Interessen gehören auch die Didaktik der Alten Geschichte, die Bedeutung der Antike für die Gegenwart, die Berufsmöglichkeiten für Studierende und Absolventen der Klassischen Altertumswissenschaften.

## Methoden/Zugangsweise, Forschungsschwerpunkte
Seine Schwerpunkte sind die griechische Geschichte (politische Geschichte, Ideengeschichte), Staatskunde und Kultur; Recht, Gesetzgebung sowie politisches Denken, politische Theorie und Geschichtstheorie der Griechen, Menschenrechte in der Antike, Föderalismus in der Antike, Erschließung neuer, insbesondere epigraphischer Quellen, unpublizierte Bronzeurkunden aus Olympia, die Edition der antiken Zeugnisse über das athenische Scherbengericht (Ostrakismos). Wichtig sind auch die Bezüge zur Gegenwart. In Forschung und Lehre neigt er eher zu einem analytischen Ansatz.

## Schriften
Monographien
- zusammen mit Hans Taeuber: Neue Inschriften von Olympia. Wien 2013, ISBN 978-3-902868-47-3.
- zusammen mit Claudia Ruggeri und Ilija Steffelbauer: Die antiken Schriftzeugnisse über den Kerameikos von Athen. Teil 1: Der innere Kerameikos. Wien 2007, ISBN 978-3-85493-140-9
- zusammen mit Luciana Aigner-Foresti: Föderalismus in der griechischen und römischen Antike. Stuttgart 2005, ISBN 3-515-08710-9.
- zusammen mit Mustafa Sayar und Hans Taeuber: Inschriften aus Hierapolis-Kastabala. Bericht über eine Reise nach Ost-Kilikien. Wien 1989, ISBN 3-7001-1681-0.
- Die Trittyen Attikas und die Heeresreform des Kleisthenes. München 1982, ISBN 3-406-08063-4.
- Der Eid von Plataiai. München 1972, ISBN 3-406-03099-8.

Herausgeberschaften
- Ostrakismos-Testimonien. Wien 2002, ISBN 3-515-07947-5.

Ferner war Peter Siewert Mitherausgeber der Fachzeitschrift „Tyche“.